# 图拉吉楚里峰
图拉吉楚里峰（Thulagi Chuli）是曼西里山段的一座山峰，曼西里山段是尼泊尔中北部喜马拉雅山脉的一个山脉。

## 地点
该山峰海拔7,059米（23,159英尺），山体突起高度为699米（2,293英尺）。 向南流的图拉吉冰川将图拉吉峰与东北方向的马纳斯卢峰（海拔8,163米（26,781英尺））以及东侧的雅迪楚里峰（海拔7,871米（25,823英尺））分开。

## 登山历史
2015年9月，俄罗斯登山者亚历山大·古科夫（Aleksander Gukov）、伊万·多日德夫 （Ivan Dozhdev）、瓦列里·沙马洛（Valeriy Shamalo）和鲁斯兰·基里琴科（Ruslan Kirichenko）首次成功登顶图拉吉·丘利峰。